# Митология
Митология (на старогръцки: μυθολογία, μῦθος – предание, разказ и λόγος – учение) се нарича сборът от митовете (легенди, предания) на дадена общност, както и науката, изучаваща митовете.
Така Древногръцката митология е термин за всички митове и легенди, произлезли от Древна Елада, докато сравнителната митология е наука, сравняваща допирните точки в митологиите на различни култури.
За древните народи разказите за действията на боговете и героите дават отговор на въпроси, свързани с възникването на света, появата на човека и неговата съдба, дават обяснение на някои природни явления и на преходността на нещата от живота. Всички народи създават и легенди от този тип, които често много си приличат.
Френският антрополог Клод Леви Строс третира митовете като езикова форма, използвайки лингвистиката и семиотиката (наука изучаваща знаците и символите), като инструменти. Констатирайки сходност на структурата им в много отдалечени едни от други общества, той прави извод, че те са свъзрзани със самото мислене, като дават конкретизиран израз на все още липсваща абстрактна логичност.

## Етимология
Гръцкият термин „митология“ е съставен от две гръцки думи:
- „митос“ – което на омиров гръцки означава приблизително „ритуален акт на речта“, както на главния оратор на събранието, така и на поета и жреца. Според Богданов Mýthos означава свързаност на словото във фабула[6]:с. 20
- „логос“ – което на класически гръцки означава „убедителна история, неопровержимо доказателство“.

В оригиналния си смисъл митологията е опит за внасяне на чувство в стилизираните разкази, които гърците разказвали на фестивали, шепнели на олтари и свирели на аристократични банкети. Тъй като има хора, по-склонни към противоречия, отколкото поетите, жреците и аристократите, веществените опровержения са широко разпространени.

## Произход на митовете

### Евхемеризъм
Има теория, която твърди, че митовете са изопачени разкази за реални събития. Според тази теория разказвачите многократно усложняват исторически събития и с течение на времето реалните лица в тези истории добиват статут на богове. Например може да се спори дали митът за бога на ветровете Еол не се е развил от разказ за крал, който обучавал народа си да използва платна и да впряга ветровете в своя изгода. Херодот – бащата на историята – и Продик изразяват подобно мнение. Тази теория е наречена евхемеризъм на древногръцкия философ Евхемер (роден ок. 320 г. пр. н. е.), който излага своята теза, че гръцките богове се развиват от легенди за човешки същества.

### Алегория
Някои други теории предполагат, че митовете са започнали като алегории. Според една такава теория митовете са се зародили във формата на алегории за природните феномени: Аполон е алегория за огъня, Посейдон представлява водата и т.н. От друга страна алегориите могат да са и за философски и духовни концепции: Атина е алегория за мъдростта, Афродита – за страстта и желанието и пр. Санскритолог Макс Мюлер, живял през XIX век, подкрепя тази алегорична теория за митовете. Той смята, че митовете са се зародили като алегорично описание на природата, но постепенно са започнали да се интерпретират буквално. Например честото поетично описание на моретата като „буйни“ в крайна сметка се е приело буквално, при което морето се е смятало за буен бог.

### Персонификация
Някои мислители вярват, че митовете са резултат на персонификацията на неживи обекти и сили. Според тези мислители древните хора почитат природните елементи и феномени като огън и въздух, като постепенно започват да ги описват като богове поради своето преклонение пред природата (пандеизъм). Например според теорията за митологичната мисъл в Древността хората имат такъв вид разсъждение, че персонифицират неживи обекти и природни сили, превръщайки ги в богове. По този начин те съумявали да обяснят и опишат необяснимите по друг начин природни събития и катаклизми като действия на боговете, което от своя страна дава развитие на митологията.

### Теория „Мит-ритуал“
Според теорията „Мит-ритуал“ съществуването на всеки мит е свързано с някакъв ритуал. В своята най-крайна форма теорията твърди, че митовете са се зародили, за да се обяснят ритуали. Това твърдение е предложено от Уилям Робъртсън Смит. Според Смит хората започват да изпълняват ритуали поради причина, която не е свързана с мита; впоследствие обаче, след като са забравили първоначалната причина за този ритуал, те се опитват да му дадат някаква цел и по този начин измислят мит, твърдейки, че ритуалът следва събитията и посланията, описани в мита. Антропологистът Джеймс Фрейзър има подобна теория. Фрейзър смята, че примитивният човек започва с вяра в магическите закони. Когато обаче по-късно изгубва вяра в тази магия, той си измисля митове за богове и твърди, че неговите предишни магически ритуали са религиозни ритуали, имащи за цел прославянето или умилостивяването на боговете.

## Функции на мита
Румънският митолог Мирча Елиаде смята, че една от основните функции на мита е да установи модели на поведение и че митовете също могат да имат и религиозна насока. Като разказват или пресъздават митовете, членовете на древните общества се откъсват от сегашното и пътуват назад в митологичната епоха, което ги приближава до божественото.
Лаури Хонко изяснява, че в някои случаи обществата изиграват даден мит в опит да пресъздадат условията в митологичната епоха. Например биха пресъздали лекуването, изпълнено от някой бог в началото на времето, за да извършат самото лекуване на даден човек в настоящето. Ролан Барт има подобно мнение, твърдейки, че от своя страна съвременното общество се стреми към религиозно изживяване. Понеже науката не се занимава с дефиниране на човешката нравственост, религиозното преживяване е само по себе си опит да се свържеш с осъзнатата минала моралност, която е в контраст с технологичното настояще.
Джоузеф Камбъл дефинира митовете, давайки им четири основни функции: Митичната функция – изразяване на изумлението от Вселената; Космологичната функция – обясняване на формата и образа на Вселената; Социологичната функция – подкрепяне и утвърждаване на даден социален ред; и Педагогичната функция – как да се живее човешкия живот при всякакви обстоятелства.

## Легенди и народни предания
Тясно свързани с митовете са легендите и народните предания. Те са просто различни видове истории. За разлика от митовете, народните предания и приказки могат да се случат по всяко време и на всяко място и не се считат за истинни или свещени. Легендите от друга страна подобно на митовете обикновено се считат за достоверни, но се случват в по-близко време. Също така в легендите обикновено се разказва за хора, докато митовете са пълни с мистични и божествени същества.
В много култури разграничението между мит, легенда и народно творчество е трудно.

## Исторически преглед
Исторически погледнато, важните опити в изучаването на митовете принадлежат на Вико, Шелинг, Шилер, Юнг, Фройд, Леви-Брюл, Леви-Строс, Фрай, Съветската школа и школата „Мит и ритуал“.

### Предсъвременен период
Критичният поглед върху митовете се заражда още преди времето на Сократ. Евхемер е един от най-важните митолози преди съвремието. Той интерпретира митовете като разкази за действителни исторически събития, загубили своя реализъм след многото преразказвания. Това възприемане на митовете и техния произход стават основна тема за критика в диалога между Сократ и Фаедус (от Платоновите „Диалози“), в който Сократ казва, че подобен подход е плод на човешки ум, който е „изключително любопитен и работоспособен, но не изцяло щастлив...“ Платонистите по принцип имат по-задълбочен и осъзнат подход към материята на митологията. Салустий например дели митовете в пет категории: теологични, физични (занимаващи се с природните закони), анималистични (или занимаващи се с душата), материалистични и смесени. Последната категория са тези митове, които показват взаимоотношението между два или повече от предишните категории и които, както казва самият Салустий, са най-често използвани в ритуалите на посвещаване.
Макар че Платон осъжда поетичния мит, когато обсъжда образованието на младите в „Държавата“, основно защото – според него – младите и необразованите често приемат тези митове за богове и герои съвсем буквално, той все пак постоянно говори за митовете от всякакви видове в своите творби.
Докато платонизмът се развива във фазата, често наричана „среден платонизъм“ или неоплатонизъм, мнозина писатели като Плутарх, Порфирий, Прокъл, Олимпиодор Млади и Дамасций пишат за символичната интерпретация на традиционалните и орфическите митове.
Интересът в политеистичната митология се възражда по време на Ренесанса, като ранни творби върху митологията се появяват през XVI в. Такава е например „Theologia mythologica“ (1532).

### XIX век
Първите академични теории за мита се появяват през втората половина на XIX в. Тези теории като цяло оформят представата за мита като за провалил се и остарял начин на мислене. Често на митологията се гледа като противостояща на съвременната наука и нейната прагматична мисъл.
Например Е. Б. Тайлър интерпретира мита като опит за литературно обяснение на природните феномени. Ранният човек, който не може да си обясни природните закони, се опитва да ги схване, като дарява неживи обекти с душа – началото на анимизма. Според Тайлър човешката мисъл се развива на няколко етапа, започвайки с митологичните идеи и постепенно достигайки до научния подход. Не всички митолози – дори не всички от XIX в. – се съгласяват с тази теория. Например Люсиен Леви-Брюл твърди, че „примитивната мисъл е състояние на човешкия ум, а не стъпало от историческото му развитие.“
Макс Мюлер нарича мита „болест на езика“. Той твърди, че митовете се зараждат поради липсата на абстрактни съществителни и среден род в древните езици. Антропоморфните фигури на речта, нужни в тези езици, се приемали буквално, което води до идеята, че природните явления са действителни същества или богове.
Антропологът Джеймс Фрейзър вижда митовете като неправилна интерпретация на магически ритуали, които от своя страна са базирани на погрешна представа за природните закони. Според Фрейзър човек започва с неподплатена с доказателства вярва в магическите закони. Когато обаче осъзна, че приложението на тези закони не действа, той се отказва от вярата си в тях и преминава към вяра в божества, който контролират природата, което от своя страна дава начало на религиозните митове. През това време човекът продължава да изпълнява магически ритуали по навик, интерпретирайки ги наново като повтаряне на митологичните събития. Накрая, завършва Фрейзър, човекът осъзнава, че природата следва определени ненарушими закони, но този път той ги открива чрез изследване на истинските им свойства и науката. В тази теория отново науката е тази, която развенчава мита и го прави ненужен. Фрейзър се изразява, че човекът прогресира „от магия през религия към наука“.
Робърт Сегал потвърждава, че като се сравнят митологичната и съвременната научна мисъл, се оказва, че съвременният човек трябва да изостави митологията.

### XX век
Множество от теориите на XX в. отричат противопоставянето на мита и науката от XIX в. Като цяло „теориите от двадесети век клонят към тенденцията да гледат на мита като всичко друго, освен остаряла противоположност на науката […] Вследствие на това съвременните хора не смятат за нужно загърбването на мита за сметка на науката.“
Швейцарският психолог Карл Юнг (1873 – 1961) се опитва да разбере психологичните процеси зад митовете. Юнг твърди, че всички хора споделят общи вътрешни и несъзнателни психологични сили, които той нарича архетипи. Юнг смята, че множеството допирни точки между митовете на различни култури доказват съществуването на тези универсални архетипи.
Джоузеф Камбъл смята, че има 2 вида митове: тези, които „се изразяват метафорично относно душевния потенциал на човешките същества“, и тези, които „се занимават със специфични общества.“
Клод Леви-Строс твърди, че митовете отразяват траекторията на мисълта, и ги интерпретира повече като статични ментални структури – най-вече антонимните двойни (например добро/зло, състрадание/безмилостност), отколкото като несъзнателни усещания или подбуди.
В приложението към „Митове, сънища и мистерии“ и в „Митът за вечното завръщане“ Мирча Елиаде изяснява, че притесненията и безпокойствието на съвременния човек се дължат на неговото отхвърляне на митовете и изгубването на чувството за сакралност.
През 1950-те години Роланд Барт публикува серия от есета, концентриращи се върху съвременните митове и процеса на тяхното създаване в своята книга „Митологии“.

## Сравнителна митология
Сравнителната митология е систематично сравнение на митовете на различни култури. Тя се стреми да открие водещи тематики и сюжети, които да са общи за митовете на множество народи. В някои случаи сравнителните митолози използват тези универсални прилики между различните митологии, за да подкрепят аргумента, че тези митологии имат общ източник. Този общ източник може да е източник на вдъхновение (например някакъв природен феномен, който да вдъхновява приличащи си митове у различни култури) или обща „протомитология“, който впоследствие да се раздели на две отделни, които ние можем да наблюдаваме и изучаваме днес.
Митологичните интерпретации през XIX в. са често силно сравнителни, като се стремят да открият общ и универсален произход на всички митове. Днешните учени обаче подхождат с по-голямо съмнение към сравнителната митология, избягвайки изцяло общи и универсални изказвания за митологията. Изключение на този съвременен тренд е книгата на Джоузеф Камбъл „Героят с хиляди лица“ (The Hero With a Thousand Faces, 1949), в която се твърди, че всички героични митове следват един и същ общ фундамент. Тази теория за „мономита“ не е сред почитаните днес от основната маса изучаващи митологията на различните народи.

## Съвременни митове
Митовете са също така отражение на законите, ценностите и надеждите на едно общество. В определен смисъл митът може да се счита за вид идеология.
В съвременното общество се раждат нов тип митове – филмите, телевизията, рекламите и литературата използват езика на митовете и на свой ред създават нови, съвременни такива. Киното например, е създало голямо количество митични герои като Дракула, Кинг Конг и е превърнало някои актьори като Рудолфо Валентино и Мерилин Монро в митични фигури. телевизията не се опитва да представи реалния живот на тези актьори, а придава значение само на образа, който създават на големия екран и пред камера. Те не са вече личности, а олицетворение на стойностите на обществото, което ги е създало. Те стават модели за подражание, макар понякога с фалшиви ценности.
Предмет също може да се превърне в мит. От значение е стойността му като символ.

## Митология на народите
- Ацтекска митология
- Арабска митология
- Африканска митология
- Англосаксонска митология
- Българска митология
- Вавилонска митология
- Гръцка митология
- Етруска митология
- Египетска митология
- Йорубска митология
- Келтска митология
- Митология на инуитите
- Римска митология
- Списък на божества от шумеро-акадската митология
- Скандинавска митология
- Славянска митология
- Тракийска религия
- Якутска митология

## Митологични същества
- Андрогина
- Банши
- Бегемот
- Валкирии
- Вампир
- Василиск
- Гаргойл
- Гаруда
- Гном
- Голем
- Гоблин
- Гремлин
- Грифон
- Демон
- Джин
- Джудже
- Дракон
- Еднорог
- Елф
- Имп
- Инкуб
- Ифрит
- Капа
- Кентавър
- Кракен
- Левиатан
- Лепрекон
- Ликантроп
- Мантикора
- Медуза
- Минотавър
- Нага
- Огър
- Орк
- Пегас
- Ракшаса
- Рух
- Саламандър
- Сатир
- Сменено дете
- Спектър
- Сукуб
- Сфинкс
- Сцила
- Трол
- Феникс
- Фенрир
- Харибда
- Харпия
- Хидра
- Хобгоблин
- Цербер
- Циклоп